# VideoMost
VideoMost — программный продукт российской компании SPIRIT для проведения многоточечных видеоконференций на PC, Mac, планшетах и смартфонах для корпоративных клиентов. VideoMost разработан на базе собственных голосовых и видео движков SPIRIT. Функциональность продукта включает мобильный мессенджер, средства совместной работы с документами, whiteboard, возможность проведения голосований, и др. Работает во всех наиболее популярных операционных системах.
Клиенты продукта VideoMost для видеоконференций в России и СНГ — государственные и частные организации.
VideoMost входит в Единый Реестр российского ПО.

## Продукты

### VideoMost Server
Программный продукт VideoMost Server имеет клиент-серверную архитектуру. Клиентские приложения устанавливаются на рабочие места с обычными ПК, оснащенными веб-камерами и гарнитурой. Серверное ПО устанавливается на стандартные аппаратные комплектующие. VideoMost предоставляет доступ к системе видеоконференций через браузер (Internet Explorer, Mozilla Firefox, Safari, Google Chrome) и при наличии подключения к Интернет. Для наиболее полного использования технологий VideoMost предоставляет отдельное десктоп-приложение. Доступ с мобильных устройств осуществляется через специальные приложения для iOS и Android.

### VideoMost Cloud
VideoMost Cloud распространяется в виде облачного сервиса (SaaS), не требующего разворачивания программного сервера внутри организации.